# Wolfgang Gaebel
Wolfgang Gaebel (* 5. Mai 1947 in Braunschweig) ist ein deutscher Psychiater, Hochschullehrer und früherer Klinikdirektor.

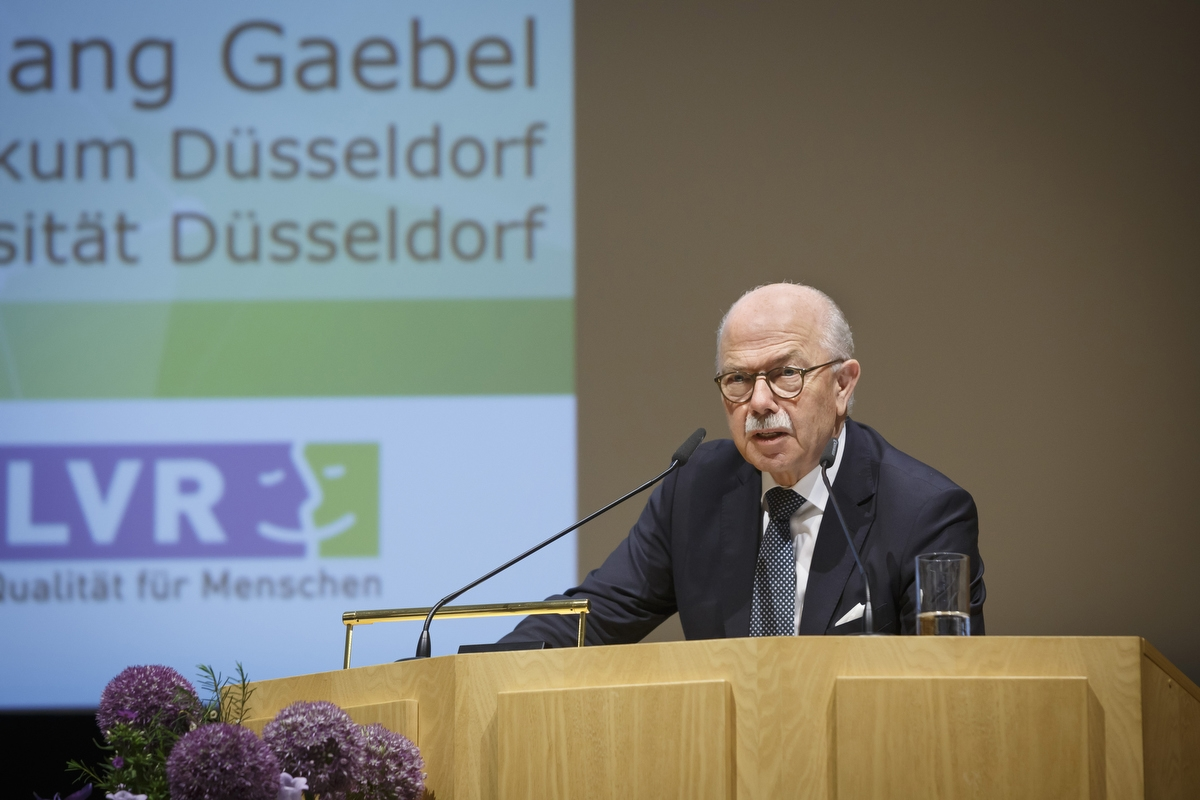
Wolfgang Gaebel (2017)

## Leben
Gaebel studierte Humanmedizin an der Freien Universität Berlin, promovierte 1972 dort zum Doktor der Medizin und erhielt 1974 die Approbation als Arzt. 1980 schloss er seine Facharztweiterbildung für Neurologie und Psychiatrie an der Freien Universität Berlin ab; 1989 habilitierte er sich für das Fach Psychiatrie, 1990 erlangte er die Zusatzbezeichnung Psychotherapie.
1992 wurde Gaebel zum C4-Professor auf den Lehrstuhl für Psychiatrie und Psychotherapie an der Heinrich-Heine-Universität Düsseldorf berufen. In diesem Amt war er gleichzeitig Direktor der Klinik und Poliklinik für Psychiatrie und Psychotherapie am Universitätsklinikum Düsseldorf und Direktor des LVR-Klinikums Düsseldorf; 2016 folgte ihm Eva Meisenzahl-Lechner nach.
Gaebel war früher Vorsitzender der Deutschen Gesellschaft für Biologische Psychiatrie (DGBP) und vor einigen Jahren auch der Deutschen Gesellschaft für Psychiatrie, Psychotherapie und Nervenheilkunde (DGPPN) sowie bis Mai 2015 Vizepräsident der AWMF (Arbeitsgemeinschaft der Wissenschaftlichen Medizinischen Fachgesellschaften). Er ist Mitglied des wissenschaftlichen Beirates der Bundesärztekammer und seit 2001 der Deutschen Akademie der Naturforscher Leopoldina. Im Weltverband der Psychiatrie (WPA) ist Gaebel in verschiedenen Funktionen tätig, zum Beispiel als Vorsitzender des deutschen Anti-Stigma-Vereins „Open the doors“ oder als Vorsitzender der „Section on Schizophrenia“. Beim Jahreskongress der 
American Psychiatric Association 2007 offenbarte Gaebel seine Interessenkonflikte; er arbeitet(e) als Berater, erhält oder erhielt Forschungs-/Fördermittel oder hat(te) Aktien (oder andere finanzielle Optionen) von AstraZeneca Pharmaceuticals LP, Bristol-Myers Squibb Company, Eli Lilly & Co., GlaxoSmithKline, H. Lundbeck A/S, Janssen-Cilag, Lilly, Lundbeck, Novartis Pharmaceuticals Corp., Sanofi-Aventis und Wyeth Pharmaceuticals. Gaebel ist außerdem Mitbegründer und Vorsitzender des Aktionsbündnis Seelische Gesundheit, einer bundesweiten Anti-Stigma-Organisation. Seit Januar 2015 ist Gaebel Präsident der European Psychiatric Association (EPA).
Auf dem COVID-bedingt digital durchgeführten DGPPN-Jahreskongress 2020 wurde Gaebel für sein Lebenswerk mit der Wilhelm-Griesinger-Medaille ausgezeichnet.